# Garrafão do Norte
Garrafão do Norte là một đô thị thuộc bang Pará, Brasil. Đô thị này có diện tích 1604,355 km², dân số năm 2007 là 24619 người, mật độ 15,35 người/km².